# Komorów (Oleśnica)
Pour les articles homonymes, voir Komorów.
Komorów est une localité polonaise de la gmina de Syców, située dans le powiat d'Oleśnica en voïvodie de Basse-Silésie.